# IBM en átomos
IBM en átomos fue una demostración realizada por científicos de IBM en 1989 de una tecnología capaz de manipular átomos individuales. Se utilizó un microscopio de barrido en túnel para disponer 35 átomos individuales de xenón sobre un sustrato de cristal de níquel enfriado para deletrear la inicial de tres letras de la empresa. Era la primera vez que los átomos se colocaban con precisión sobre una superficie plana.

## Investigación
Donald Eigler y Erhard Schweizer, del IBM Almaden Research Center de San José (California), descubrieron la capacidad de mover átomos por la superficie con un microscopio de barrido en túnel (STM). En la demostración, en la que utilizaron el microscopio a baja temperatura, colocaron 35 átomos individuales de xenón sobre un sustrato de cristal de níquel enfriado para formar el acrónimo "IBM". El patrón que crearon medía 5 nm de alto y 17 nm de ancho. También ensamblaron cadenas de átomos de xenón similares en forma a moléculas. La capacidad demostrada mostraba el potencial de fabricación de estructuras rudimentarias y permitía vislumbrar el alcance de la miniaturización de dispositivos.